# Demon’s Souls (игра, 2020)
Demon’s Souls — видеоигра в жанре action/RPG, разработанная студией Bluepoint Games в сотрудничестве с Japan Studio и изданная Sony Interactive Entertainment для PlayStation 5 в ноябре 2020 года — одновременно с выходом самой игровой консоли, в составе стартовой линейки игр для неё. Это ремейк игры Demon’s Souls (2009), изначально разработанной японской студией FromSoftware.

## Игровой процесс
Точно так же, как и оригинальная игра, Demon’s Souls представляет собой action/RPG, где игроку предлагается исследовать мир и сражаться с разнообразными противниками. По заявлениям разработчиков, всё, что было в оригинальной игре, есть и в ремейке; в ремейк, однако, добавлены сверх того новое оружие, доспехи, кольца и новые предметы под названием «Зерна», которые дают игровому персонажу временное сопротивление таким эффектам, как яд, огонь и кровотечение. Как и в оригинале, снаряжение игрового персонажа имеет вес, и тяжело нагруженный персонаж двигается медленнее — некоторые аспекты этой системы были пересмотрены. Например, в оригинальной игре лечебные травы не имели веса, и игровой персонаж мог носить с собой хоть сотни таких предметов; в ремейке они имеют вес, и у более эффективных лечебных предметов такой вес больше, что разумно ограничивает их количество у персонажа. В одном из новых режимов под названием «Fractured World» все локации меняются на зеркально отражённые, так что коридор, который раньше вёл вправо, будет вести влево. В игре также присутствует фоторежим, позволяющий игроку приостанавливать игру, чтобы сделать снимок экрана — в оригинале это было невозможно. Фильтры из фоторежима также можно накладывать и на сам игровой процесс — среди них выделяется фильтр «классический режим», призванный воссоздать характерную цветовую гамму оригинальной игры для PlayStation 3. Хотя серия Souls известна своей сложностью, студия Bluepoint заявила, что ремейк не будет вводить раздельные уровни сложности. Был также обновлён редактор для создания персонажа — в него были добавлены дополнительные возможности по настройке внешности.

## Разработка
В 2016 году Хидетака Миядзаки, руководивший созданием оригинальной Demon’s Souls, говорил, что ремастер или ремейк этой уже заметно устаревшей игры был бы востребован игроками, но отмечал, что права интеллектуальной собственности на Demon’s Souls принадлежат компании Sony, и также говорил, что не хотел бы сам заниматься подобным проектом — «не люблю оглядываться на свои прошлые работы». Bluepoint Games — с одобрения Sony, From Software и Миядзаки — приступила к разработке обновлённой Demon’s Souls сразу же после завершения своего предыдущего проекта — Shadow of the Colossus (2018), также ремейка одноимённой игры 2005 года. Студия SIE Japan Studio, также участвовавшая и в разработке оригинальной Demon’s Souls, оказывала Bluepoint Games помощь в создании ремейка. Креативным директором проекта стал Гэвин Мур из Japan Studio, наиболее известный своей работой над Puppeteer. Создатели ремейка сформулировали свою основную цель следующим образом: оставаться верными оригиналу и не менять сути игры, в то же время осовременив её с точки зрения технологий. Используя оригинальные художественные материалы, музыку и дизайн уровней как основу, команда хотела «доработать» игровой процесс так, чтобы он понравился игрокам, привыкшим к современным играм.
Музыкальное сопровождение оригинальной Demon’s Souls, написанное композитором Сюнскэ Кидой, было изначально цифровым; хотя разработчики высоко ценили его работу, старые музыкальные темы были переаранжированы и записаны на этот раз с использованием живого оркестра и хора на студии AIR Studios в Лондоне; разработчики, в частности, использовали орган в церкви Темпл-Чёрч. Таким же образом было обновлено и озвучивание персонажей; ряд актёров озвучивания, участвовавших в работе над оригинальной игрой, повторно записали реплики тех же самых персонажей для ремейка. Также были переделаны анимации захвата движения. В игре используются тактильные функции контроллера DualSense, дающие ощущение [удара металлом по металлу] или для помощи в парировании по времени. Игра поставляется с двумя визуальными режимами: «кинематографический режим» с исходным разрешением 4K с частотой 30 кадров в секунду и «режим производительности» с динамическим 4K с частотой 60 кадров в секунду. Demon’s Souls не поддерживает трассировку лучей, хотя на ранних этапах разработки и утверждалось обратное. Bluepoint рассматривала возможность ввести в игру шестой «мир» сверх пяти имеющихся — такой мир был задуман, но так и не реализован From Software в оригинальной игре; об этом замысле напоминал лишь сломанный обелиск, и он же сохранён и в ремейке. В какой-то момент разработчики подумывали о создании режима с пониженной сложностью, но в конечном итоге решили, что не вправе добавлять что-то, что коренным образом изменит баланс игры.

## Выпуск
Игра была официально анонсирована 11 июня 2020 года на презентации приставки PlayStation 5. Demon’s Souls была выпущена одновременно с PlayStation 5 12 ноября 2020 года в Северной Америке и Океании и во всём остальном мире 19 ноября 2020 года. Издателем игры во всех странах мира выступила компания Sony Interactive Entertainment — в отличие от оригинальной игры, для которой Sony выступала издателем только в Японии. Игра ушла на золото 24 сентября 2020 года. Также было выпущено ограниченное коллекционное издание, включающее в себя, помимо копии игры, альбом с саундтреком и другие дополнительные материалы.

## Отзывы критиков
| Сводный рейтинг       | Сводный рейтинг |
| Агрегатор             | Оценка          |
| --------------------- | --------------- |
| Metacritic            | 92/100          |
| Иноязычные издания    |                 |
| Издание               | Оценка          |
| Eurogamer             | «Рекомендовано» |
| Game Informer         | 9,25/10         |
| GameSpot              | 9/10            |
| IGN                   | 9/10            |
| Русскоязычные издания |                 |
| Издание               | Оценка          |
| 3DNews                | 8,0/10          |
| «Игромания»           | [ 24 ]          |
| «Игры Mail.ru»        | 9,0/10          |
| «Канобу»              | 8/10            |
| «НИМ»                 | 8,7/10          |

Согласно агрегатору обзоров Metacritic, Demon’s Souls получили «всеобщее признание».
Мартин Робинсон в обзоре для Eurogamer охарактеризовал игру как «ослепительный, роскошный ремейк» и одновременно «жемчужину в венце стартовой линейки PlayStation 5», демонстрирующую сильные стороны приставки; он особо отметил графику и звуковой дизайн игры, заставляющие игрока поверить в реальность изображённого мира, и верность оригиналу с геймплейной точки зрения. Рецензент IGN Майкл Солцман особо отмечал мелкие, но многочисленные улучшения игрового процесса — повышение «качества жизни» игрока, как, например, возможность поместить несколько предметов в быстрый доступ для использования прямо в бою, отображаемое в HUD состояние оружия или новую функцию обелисков, позволяющую восстановить силы и сбросить врагов на локации — так же, как это делали костры в других играх серии. Солцман, однако, отметил, что ремейк переносит из оригинала и слабые места, которые в версии 2009 года были скорее экспериментальными — например, битва с боссом Драконом-Богом вызвала у него то же раздражение, что и в оригинале. Тамур Хусейн в обзоре для GameSpot счёл особым достоинством игры чувство новизны и столкновения с неизвестным, которое он испытал, даже хорошо зная оригинальную версию; по его словам, «тело игры может выглядеть совершенно иначе, но душа осталась неизменной»; по словам обозревателя, ремейк делает нечто, что он же сам до знакомства с игрой считал невозможным — возможность заново полюбить игры FromSoftfare серии Dark Souls, как в первый раз.

### Продажи
Розничные продажи Demon’s Souls в Японии за первую неделю после выхода составили 18 607 физических копий, что сделало её одиннадцатой самой продаваемой розничной игрой недели в стране. В Великобритании Demon’s Souls заняла 16 место из 20 в рейтинге продаж физических копий видеоигр за ноябрь. По состоянию на сентябрь 2021 года было продано 1,4 миллиона копий по всему миру, а на март 2023-го в Японии — 300 тысяч копий..